# Cantonul Saint-Geniez-d'Olt
Cantonul Saint-Geniez-d'Olt este un canton din arondismentul Rodez, departamentul Aveyron, regiunea Midi-Pyrénées, Franța.

## Comune
- Aurelle-Verlac
- Pierrefiche
- Pomayrols
- Prades-d'Aubrac
- Sainte-Eulalie-d'Olt
- Saint-Geniez-d'Olt (reședință)